# Aeranthes tenella
Aeranthes tenella är en orkidéart som beskrevs av Jean Marie Bosser. Aeranthes tenella ingår i släktet Aeranthes och familjen orkidéer.

## Underarter
Arten delas in i följande underarter:
- A. t. borbonica
- A. t. tenella